# Prochilodus rubrotaeniatus
Prochilodus rubrotaeniatus és una espècie de peix de la família dels proquilodòntids i de l'ordre dels caraciformes.

## Morfologia
- Els mascles poden assolir 32 cm de longitud total.[4][5]

## Hàbitat
És un peix d'aigua dolça i de clima tropical.

## Distribució geogràfica
Es troba a Sud-amèrica: conques dels rius Branco i Marauió al Brasil, del riu Caroni a Veneçuela i, també, rius costaners de les Guaianes.